# Nizar Rajan
Nizar Rajan (arab. ‏نزار ريان‎, ur. 6 marca 1959 w Dżabaliji, zm. 1 stycznia 2009 tamże) – palestyński imam, działacz polityczny, prawnik muzułmański i terrorysta, jedna z kluczowych postaci Hamasu i jego czołowy duchowny po śmierci Ahmada Jasina. Organizator licznych zamachów, promotor ataków samobójczych. Zabity w izraelskim nalocie w 2009 roku.

## Biografia
Zginął podczas konfliktu izraelsko palestyńskiego, do jakiego doszło na przełomie 2008 i 2009 r. Na dzień przed śmiercią wystąpił w ekstremistycznej telewizji al-Aksa z ostrym antyizraelskim wystąpieniem, w którym zapowiadał odwet, mordy na wrogach oraz zakładnikach, a także powrót do taktyki zamachów samobójczych na terenie Izraela. Zginął w swoim domu w obozie dla uchodźców Dżabalia pod Gazą, w wyniku wybuchu pocisku wystrzelonego z izraelskiego samolotu F-16. Jak się okazało, w domu Rajana znajdował się skład materiałów wybuchowych. Według palestyńskich źródeł medycznych w ataku zginąć miało jeszcze dziewięć osób, w tym między innymi członkowie jego rodziny (dwie z czterech żon i czwórka z 12 dzieci).